# Phorocera clausa
Phorocera clausa är en tvåvingeart som först beskrevs av Charles Howard Curran 1940.  Phorocera clausa ingår i släktet Phorocera och familjen parasitflugor.
Artens utbredningsområde är Zimbabwe. Inga underarter finns listade i Catalogue of Life.